# Noailles (Corrèze)

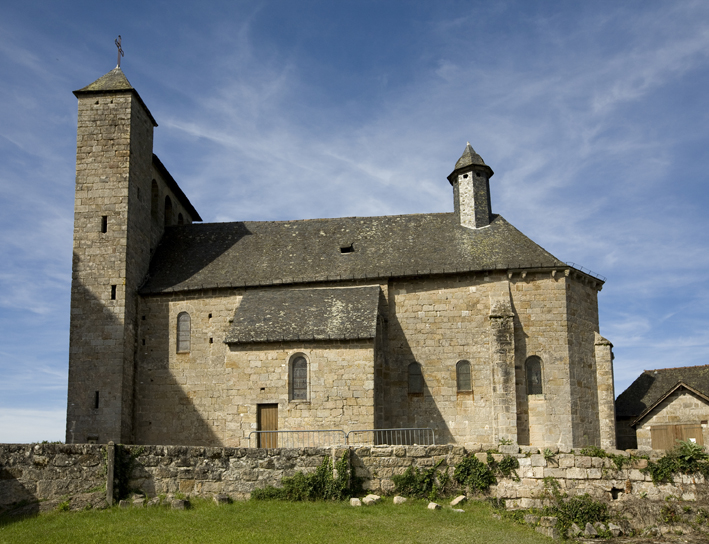
Kościół w Noailles, 2008

Noailles – miejscowość i gmina we Francji, w regionie Nowa Akwitania, w departamencie Corrèze.
Według danych na rok 1990 gminę zamieszkiwało 648 osób, a gęstość zaludnienia wynosiła 52 osoby/km² (wśród 747 gmin Limousin Noailles plasuje się na 201. miejscu pod względem liczby ludności, natomiast pod względem powierzchni na miejscu 505.).